# Öves maorimadár

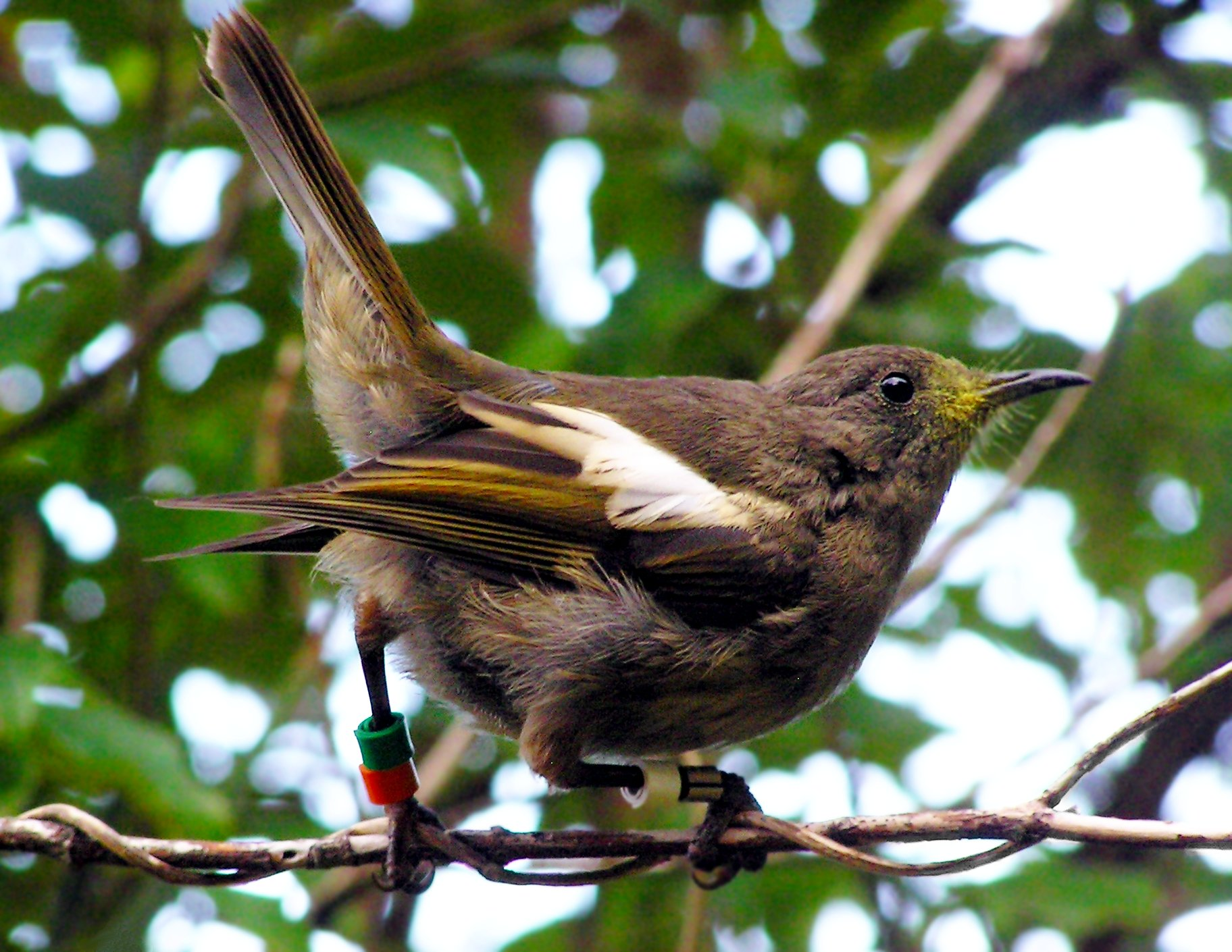
Tojó

Az öves maorimadár vagy maori nevén hihi (Notiomystis cincta) a madarak osztályának a verébalakúak (Passeriformes) rendjébe, ezen belül a mézevőfélék (Meliphagidae) családjába tartozó faj.

## Rendszerezés
A Notiomystis nem egyetlen faja. A közelmúltban lett elkülönítve a mézevőktől, 2007-ben önálló családba helyezték.
A mézevőktől több genetikai jellemzőjében különbözik, de vannak viselkedésbeli eltérések is. A faj elég közel áll a szintén Új-Zélandon endemikus kokakófélék (Callaeatidae) családjával, nagyjából félúton állhat a kokakófélék és a mézevők között.

## Előfordulása
A faj Új-Zélandon endemikus. A fő szigetekről 1885 körül kihalt, utána már csak egy part menti szigetcsoporton (a Hauraki-öbölben található Little Barrier Island) maradt fenn kisebb állománya. A természetes élőhelye Erdők és bozótos vidékek.

## Alfajai
- Notiomystis cincta cincta (Du Bus de Gisignies, 1839)
- Notiomystis cincta hautura (Mathews, 1935)

## Megjelenése
Viszonylag kis termetű faj, az Új-Zélandon honos három mézevő közül a legkisebb. A hím háta olajbarna, feje fekete, rajta egy kis fehér folttal. Jellegzetes bélyege a mellén és az oldalain végigfutó sárga szalag, melyről nevét is kapta. Szárnyai is vannak sárga tollak. Testének többi része jellegtelen barnás színű. A tojó egész teste barnás, egyetlen bélyege a szárnyain látható sárga csíkok. Olykor mindkét nem feje aranyszínűen csillog, de ez nem a tollazat sajátossága, csak a fejükre tapadt virágportól van.
Rövid csőre, de hosszú bojtos végű nyelve van, így könnyedén össze tudja gyűjteni a nektárt a virágokból.
Nagyon aktívan mozgó és hangosan daloló faj. Táplálkozás közben jellegzetes hangot hallat („tzit-tzit”). Ezenkívül vészhelyzetben rendkívül éles hangon riaszt, melyre minden madár menekül a környékről. 
A szaporodási időszakban a hímek egy kiálló faj csúcsáról bonyolult strófájú hangokat énekükbe beleszőve dalolnak, hogy magukhoz csábítsák a tojókat.

## Életmódja
A virágokból kiszívja a nektárt, közben repülő rovarokat is fog, ezen kívül pókokat és egyéb ízeltlábúakat is fogyaszt, melyeket a fák törzsén és ágai fog el. Elsősorban azonban nektárfogyasztó faj. A faj a táplálék terén komoly konkurenciában áll a szintén endemikus tuival (Prosthemadera novaeseelandiae) és a csengőmadárral (Anthornis melanura). Azok el is űzik a kisebb testű fajt a legkedvezőbb nektártermő növények közeléből, így ritkán lehet a fajt nagyobb fák környékén megtalálni. Többnyire lágyszárú növények és bokrok virágait látogatja. Nem táplálékspecialista, több mint 40-féle növényt felkeres élelemszerzés céljából.

## Szaporodása
A mézevőknél általánosan elterjedt monogám párkapcsolattal ellentétben az öves maorimadár poligám. A hím nem vesz részt a fiókák felnevelésében, kapcsolata kizárólag a párzásra korlátozódik. A hím énekével igyekszik minél több tojót magához csalogatni és párosodni velük. A madarak között egyedülálló módon nem a tojó hátára mászva történik a párzás, hanem szemből.
A tojó egyedül építi fészkét, mely nem nyitott csésze, mint ahogy a mézevőknél szokás, hanem faodúba rejtett.

## Természetvédelmi helyzete

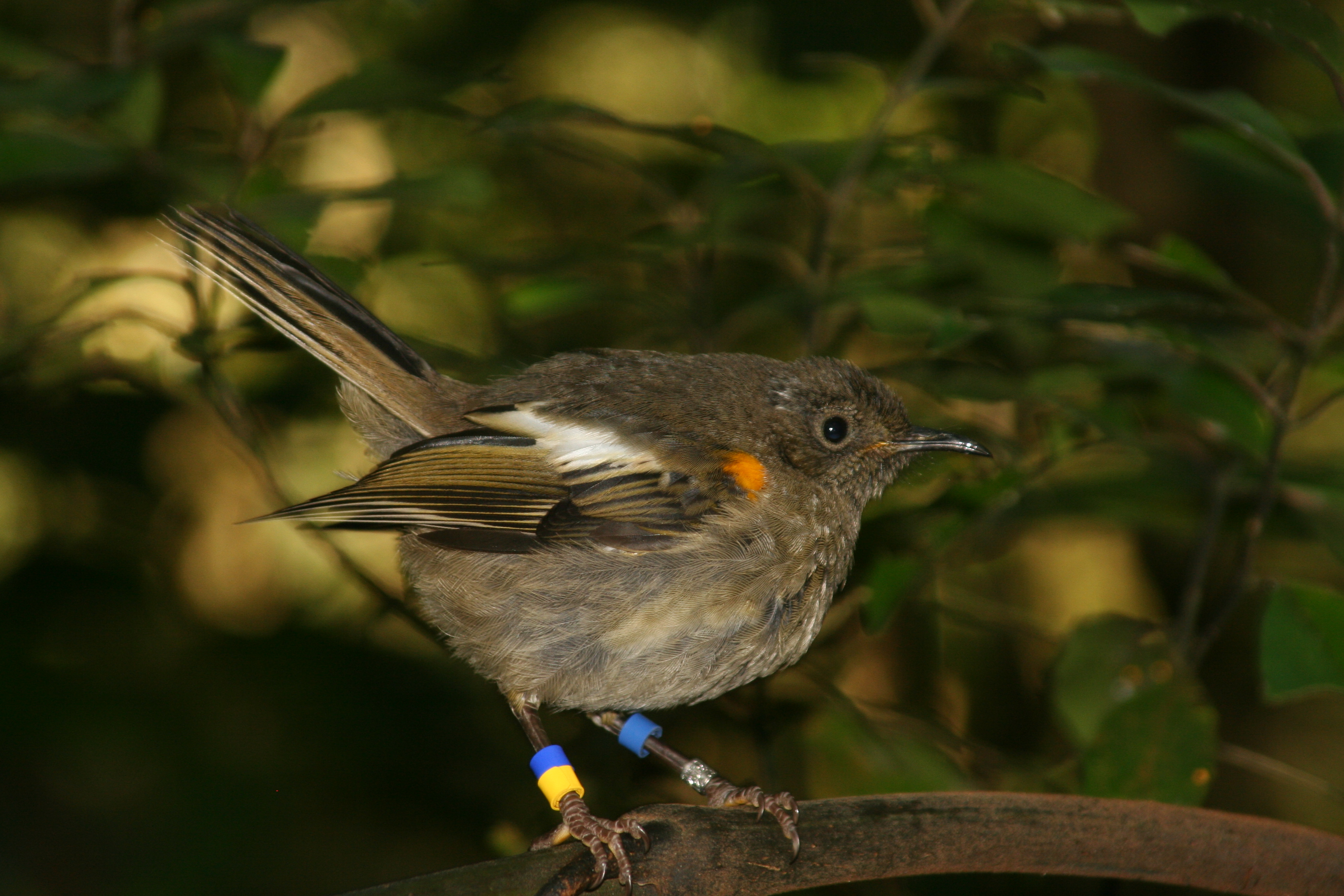
Egy tojó a Karori Természetvédelmi Területen

Az öves maorimadár viszonylag gyakori faj volt az első európaik megérkezésekor Új-Zélandon. Ezután viszont nagyon gyorsan kezdett fogyatkozni. A főszigetekről 1885-re teljesen kihalt. Az utolsó bizonyítottan megfigyelt egyed egy hím volt, melyet 1880-ban láttak az Északi-sziget déli részén fekvő Tararua-hegységben. Gyors kihalásának oka a fő szigetekről máig rejtély, de valószínűleg a házi patkány betelepülése és a behurcolt táplálék- és fészekkonkurens madárfajok (seregély, pásztormejnó) megjelenése nagyban hozzájárult.
Csak egyetlen kis populációja maradt a Hauraki-öbölben találó Little Barrier-szigeten.
A fajnál az 1980-as években indult aktív fajmentési munka. Ennek keretében madarakat honosítottak meg további patkány- és egyéb behurcolt emlős ragadozó és betelepített madárfajoktól mentes szigeteken. Ezek az apró part menti szigetecskék számos új-zélandi madárritkaságnak nyújtottak utolsó menedéket, mint a papagájfélékhez tartozó kakapó (Strigops habroptilus) vagy a guvatfélék családjának tagja, a  takahe (Porphyrio hochstetteri).
Mára a vadon élő egyedek számát 500 és 1000 felnőtt madár közötti nagyságúra becsülik. Ezek hat védett területen (Little Barrier-sziget, vagy maori nevén Hauturu , Kapiti-sziget, Tiritiri Matangi-sziget, Mokoia-sziget, a  Karori Természetvédelmi Terület és a Waitakere-hegység) élnek. 
A szigeteken elért eredmények láttán 2005-ben 60 madarat engedtek szabadon a Wellington közelében fekvő Karori Nemzeti Parkban. Még ebben az októberben fiókák keltek ki, melyek 120 év után az elsők voltak, melyek a főszigetek valamelyikén bújtak ki a tojásokból.
2007 őszén további 59 madarat telepítettek vissza a főszigetekre, ezúttal az Aucklandhez közel fekvő Cascade Kauri Parkba, a Waitakere-hegységbe, közel ahhoz a ponthoz ahol utoljára láttak öves maorimadarat szabadon még 1880-ban.
A Természetvédelmi Világszövetség Vörös Listáján jelenleg a fajt a „sebezhető” kategóriába sorolja.

## Fordítás
- Ez a szócikk részben vagy egészben a Stitchbird című angol Wikipédia-szócikk ezen változatának fordításán alapul.  Az eredeti cikk szerkesztőit annak laptörténete sorolja fel. Ez a jelzés csupán a megfogalmazás eredetét és a szerzői jogokat jelzi, nem szolgál a cikkben szereplő információk forrásmegjelöléseként.